# Perilampus fulvicornis
Perilampus fulvicornis är en stekelart som beskrevs av William Harris Ashmead 1886. Perilampus fulvicornis ingår i släktet Perilampus och familjen gropglanssteklar. Inga underarter finns listade i Catalogue of Life.